# Herbert Munte
Carl Wilhelm Herbert Munte (* 16. September 1899 in Braunschweig; † 9. Juli 1961 ebenda) war ein deutscher Unternehmer und Manager.

## Leben
Der jüngste Sohn des Braunschweiger Konservenfabrikanten Hans Munte besuchte von 1909 bis 1917 das Wilhelm-Gymnasium. Nach bestandenem Abitur meldete sich Munte im Mai 1917 als Freiwilliger zum Kriegsdienst im Ersten Weltkrieg. Nach Kriegsende studierte er Bauingenieurwesen an der Technischen Hochschule Braunschweig. Das Studium schloss er 1922 als diplomierter Ingenieur ab. 1924 wurde Herbert Munte zunächst Teilhaber der Konservenfabrik H.L. Krone seines Vaters. Nach dessen Tod 1927, wurde er im Jahr darauf alleiniger Leiter des Unternehmens, das er 1937 verkaufte.
20. September 1924 heiratete Herbert Munte Irmgard Schmalbach (1905–1985), Tochter des Braunschweiger Industriellen Willi Schmalbach. Aus der Ehe gingen die Tochter Ingrid Kirsten (* 27. März 1929) und die Söhne Hans Herbert (* 28. Oktober 1925) und Nikolaus (* 21. Mai 1937) hervor, die beide ebenfalls Managementpositionen im Unternehmen innehatten.
Am 1. Dezember 1930 wurde Munte Mitglied der Geschäftsführung des Unternehmens seines Schwiegervaters, der Blechwarenfabrik J.A. Schmalbach. Gleichzeitig wurde Munte auch in den Vorstand der Holding Union Blechwarenwerke AG berufen. Unter Muntes Führung gelang es den Unternehmen die Weltwirtschaftskrise zu überstehen und die Produktion durch Automatisierung, Rationalisierung und Zusammenlegung der verschiedenen Tochterunternehmen zu optimieren. Schmalbach war dabei Vorreiterin bei Einführung und Umsetzung moderner Produktionsmethoden. 1935/36 gelang es durch eine 20-Prozent-Beteiligung der US-amerikanischen Continental Can Company, u. a. deren Patente und Know-how mit zu nutzen.
Nach Ende des Zweiten Weltkrieges führte erhöhter Kapitalbedarf der Firma Schmalbach zu stärkerer Einflussnahme durch die Continental Can Company sowie die Deutsche Bank, was schließlich 6 Jahre nach seinem Tod im Jahr 1967 zur Fusion mit der in Lübeck ansässigen Lubeca-Werke GmbH führte. In der Folge firmierte das Unternehmen unter Schmalbach-Lubeca. Unter der Leitung von Muntes Sohn entwickelte sich das Unternehmen in den folgenden Jahrzehnten zum größten kontinentaleuropäischen Verpackungsunternehmen.
Von 16. August 1946 bis zum 12. Februar 1947 war Herbert Munte Präsident der Industrie- und Handelskammer Braunschweig. Das Amt hatte er von Rudolf Egger-Büssing übernommen. Als IHK-Präsident leitete er die Neuorganisation nach Kriegsende. Wegen eines Augenleidens musste er sein Amt jedoch nach nur wenigen Monaten wieder niederlegen. Sein Nachfolger wurde Hans-Christoph Seebohm.
Während seiner Zeit als IHK-Präsident war Munte auch im Aufsichtsrat der Deutschen Bank. In diesen Positionen bemühte er sich vor allem um den Wiederaufbau im Krieg zerstörter Braunschweiger Unternehmen sowie die Erhaltung des Wirtschaftsstandortes Braunschweig.
Herbert Munte starb im Alter von 60 Jahren. Sein Nachfolger in der Unternehmensführung von Schmalbach wurde Julius von Hartmann. Muntes ältester Sohn Hans-Herbert wurde im Mai 1962 zusammen mit zwei anderen Managern in den Unternehmensvorstand berufen. Der Bauunternehmer Gert Munte war ein Cousin von ihm.